# Ignacy Dominik Łopaciński
Ignacy Dominik Łopaciński herbu Lubicz (ur. 18 września 1822 w Sarii; zm. 11 maja 1882 tamże) – ziemianin, członek władz powstania styczniowego 1863.
Pochodził z odnogi saryjskiej Łopacińskich, ojciec Stanisława i dziadek Euzebiusza. Marszałek szlachty powiatu drysieńskiego w latach 1855-58, później sędzia honorowy drysieński. Po śmierci żony wybudował w Sarii kościół w stylu ostrołukowym na wzór kościoła św. Anny w Wilnie. 
W czasie powstania styczniowego został członkiem Wydziału Zarządzającego Prowincjami Litwy ustanowionego przez Tymczasowy Rząd Narodowy. W odwecie za jego udział w powstaniu kozacy splądrowali i zniszczyli pałac w Leonpolu należący do Łopacińskich.

## Linki zewnętrzne

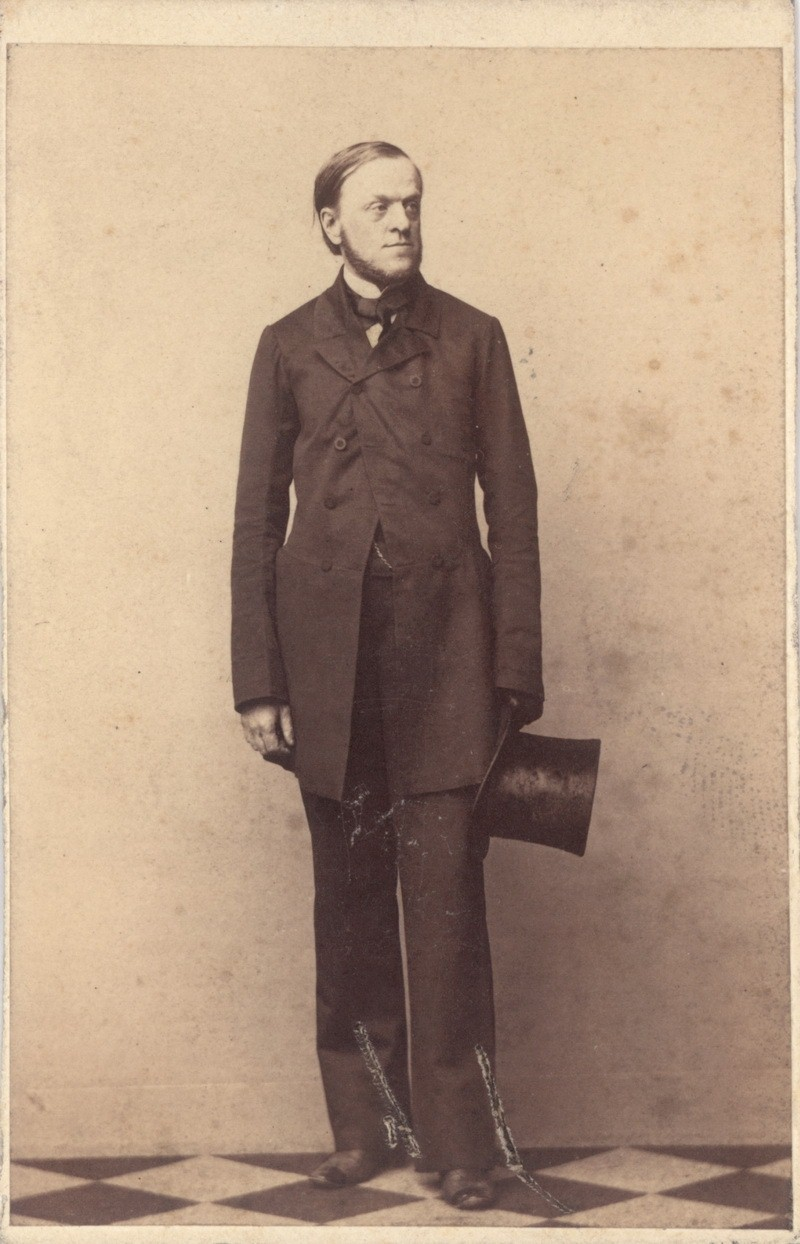
Ignacy Dominik Łopaciński, ok. 1860